# أحمد حنيدي
أحمد حنيدي (1925-2005)، عسكري وسياسي سوري. كان أحد أعضاء الوفد العسكري السوري الذي ذهب إلى القاهرة مطالباً بالوحدة الفورية في شباط 1958. تولى منصب وزير الإصلاح الزراعي في عهد الجمهورية العربية المتحدة .

## المنشأ والتعليم
ولد في في مدينة دير الزور عام 1925 ونشأ فيها وتعلم في مدارسها الابتدائية والإعدادية ونال الشهادة الثانوية من حلب .

## بداية العمل العسكري
في نهاية عام 1945، انتسب حنيدي إلى الكلية العسكرية وهي الدورة التي سبقت الاستقلال حيث كان رئيس أركانها الزعيم الركن عبد الله عطفة وما إن انتهت السنة الأولى حتى كان حنيدي من البارزين في الدورة مما أتاح له أن يختار سلاح الفرسان (المدرعات) وفي بداية عام 1948 تخرجت هذه الدورة استثنائياً بسبب نشوب حرب 1948 وتخرج فيها حنيدي برتبة ملازم وكان أول ضابط من أبناء دير الزور في عهد الاستقلال. كما دخل حرب فلسطين عام 1948 حيث أبلى بلاءً حسناً. فقد كان حنيدي شجاعاً ومقدامًا مما منحه ترفيعاً استثنائياً لرتبة ملازم أول في بداية عهد حسني الزعيم الذي عينه قائداً للشرطة العسكرية في منطقة دمشق، بعدها أرسل إلى الاتحاد السوفيتي واتبع دورة أركان حرب فيها، في العراق عين المقدم أحمد حنيدي قائدا للواء المدرع عن طريق الضابط العراقي مفلح علي.

## التحضير للوحدة
تم اختياره ليكون عضواً في مجلس القيادة العسكرية الأعلى للجيش والقوات المسلحة الذي تشكل في أواخر عام 1956 من 24 ضابط من قادة الجيش السوري - بالإضافة للعقيد عبد المحسن أبو النور الملحق العسكري المصري - حكموا سوريا في الظل وفرضوا أجندتهم على الحياة السياسية السورية والتي كانت في المجمل متلاقية على طول الخط مع رغبات ومشاعر جماهير الشعب السوري وهي باختصار الوحدة مع مصر عبد الناصر حيث كان الحنيدي واحداً من بين 14 ضابط سوري سافروا إلى مصر ضمن وفد عسكري لإجراء مفاوضات الوحدة مع الرئيس جمال عبد الناصر والتي انتهت بإعلان الوحدة وقيام الجمهورية العربية المتحدة في شباط 1958.

## جريمة الإنفصال وترحيله إلى مصر
يوم الإنفصال في أيلول 1961 كانت شعبة الاستخبارات العسكرية قد علمت بالتحرك الإنفصالي وأخطرت المشير عامر في استراحته فاتصل بالفريق جمال الفيصل قائد الجيش الأول وبرؤساء الشُعَب في الأركان ليتوجهوا فوراً إلى مقارهم واتصل بالوزراء العسكريين ليصلوا إلى الأركان بالترتيب وهم طعمة العودة الله، أحمد حنيدي، جادو عز الدين، أكرم الديري وجمال الصوفي . وقد أصيب الديري بشظية في قدمه بعد إطلاق المقدم حيدر الكزبري النار على الأرض نتيجة مشادة كلامية بينه وبين الديري . وبعد تفاوض المشير مع الإنفصاليين اتفقو على إنهاء الحركة شريطة تخفيف عدد الضباط المصريين إضافة إلى إجراء عدد من التنقلات في الجيش، وطلب ترحيل كل من اللواء أنور القاضي، العقيد أحمد علوي، العقيد أحمد زكي، العقيد محمد استنبولي رئيس شعبة الاستخبارات العسكرية إلى القاهرة إضافة إلى طعمة العودة الله، أحمد حنيدي، جادو عز الدين، أكرم الديري وجمال الصوفي وهم الوزراء العسكريين، وقد رحل الوزراء فعلاً في الساعة الثالثة من بعد ظهر اليوم نفسه واتفق الطرفان على إنهاء حالة العصيان بمجرد إتمام عملية الترحيل ولكن الإنفصاليين غدروا بالمشير ونكروا وعودهم وقاموا بترحيله مع الفريق جمال الفيصل إلى القاهرة معلنين انفصال الإقليم الشمالي عن الجمهورية العربية المتحدة .

## العودة للوطن والوفاة
و بعد قيام ثورة الثامن من آذار 1963 حاول العودة إلى سوريا ولكن ظروف الصراع السياسي بين الفئات القومية آنذاك أبعدته إلى مصر مرة ثانية، لكنه عاد إلى الوطن عام 1975 بأمر من الرئيس الراحل حافظ الأسد. توفي بتاريخ 16 يونيو 2005 و شيعته دير الزور في موكب مهيب .